# Gabriel Anrep
Johan Gabriel Johansson Anrep, född 4 december 1821 på Lekeberga i Knista socken i Närke, död 12 mars 1907 i Stockholm, var en svensk genealog samt grundare av den moderna svenska släktforskningen. Åren 1854–1903 gav han ut Sveriges Ridderskap och Adels kalender, som omfattade 27 volymer, och Svenska adelns ättartaflor åren 1858–1864 om fyra volymer.

## Biografi

### Tidiga år
Gabriel Anrep var äldste son på släktgården Lekeberga i nuvarande Lekebergs kommun, som ärvts inom familjen i 200 år men som vid fadern, kapten Johan Wilhelm Anreps död 1848 måste säljas. Modern var komministerdottern Maria Margareta Palin, vars mor tillhörde frälsesläkten Puke. Efter försäljningen av släktgården var Gabriel Anrep bosatt i Stockholm och ägnade sig åt genealogisk utgivningsverksamhet. Vidare var han farbror till dövstumpedagogen Elisabeth Anrep-Nordin. 

### Karriär

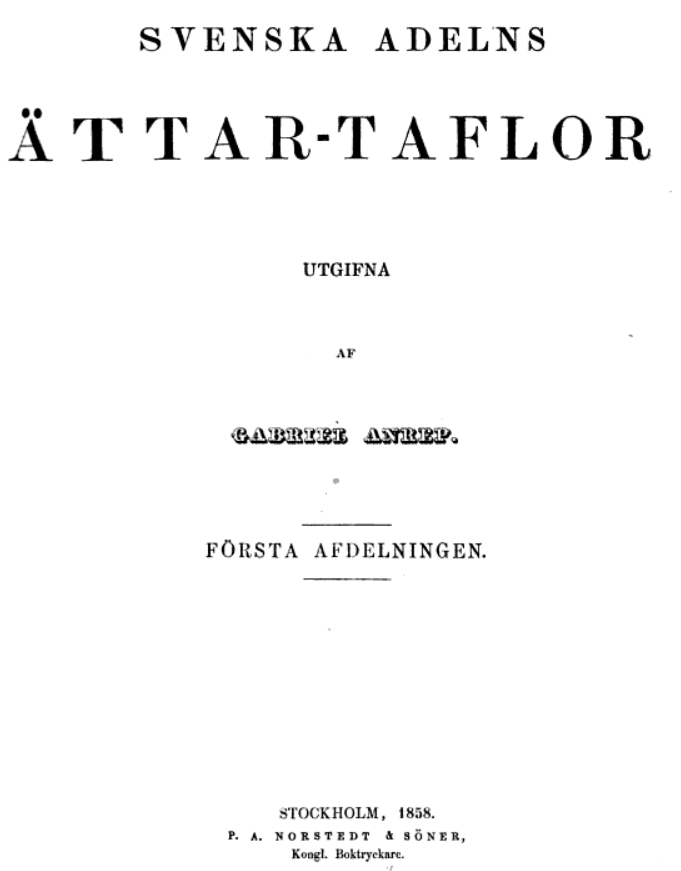
Svenska adelns ättar-taflor

År 1854 startade han på eget initiativ en utgivning av Sveriges Ridderskap och Adels kalender, som han själv redigerade i 27 volymer fram till 1903. Kalendern har alltsedan dess utgivits, innehållande genealogiska förteckningar över, vid tidpunkten, levande svensk adel.
Mest känd är han för sin utgivning av Svenska adelns ättartaflor (1858–1864 i fyra volymer). Denna har kritiserats[källa behövs] för bristande källkritik, men en förutsättning för att Anrep skulle få tillstånd[källa behövs] att utge Riddarhusets stamtavlor var att han följde källorna ordagrant.
Åren 1871–1882 utgav han ett motsvarande arbete i tre band över ett hundratal kulturbärande icke-adliga (ofrälse) ätter, Svenska slägtboken. 

### Familj
Gabriel Anrep gifte sig 14 april 1855 med Maria Christina Carlson (1822–1891).